# Leontine Bijleveld
Leontine Bijleveld is een Nederlandse adviseuse, bestuurster en publiciste.

## Levensloop
Bijleveld studeerde vrouwengeschiedenis en sociaal economische geschiedenis aan de Universiteit Utrecht. Ze begon haar carrière in 1980 als inleider bij de Nederlandse vakbond FNV Bondgenoten. Van 1986 tot 1992 was ze werkzaam als redacteur van het tijdschrift LOVER. Van 1992 tot 1999 functioneerde ze als adviseuse en bestuurslid van verscheidene vakbonden. In 1999 werd Bijleveld bestuursvoorzitter van de ondernemingsraad van de Federatie Nederlandse Vakbeweging, een positie die zij bekleedde tot 2006. Van 2006 tot 2010 was ze freelance schrijfster bij het medefinancieringsorganisatie Hivos. In 2009 werd Bijleveld corapporteur van de schaduwreportage van het Verdrag van Vrouwenrechten. Tegenwoordig functioneert Bijleveld als rapporteur bij de Internationale Vrouwendag en onderzoekster bij het Verdrag van Vrouwenrechten van de Verenigde Naties. Daarnaast is Bijleveld bestuurslid van de Clara Wichmann Instituut, van het Internationaal Verbond van Vrije Vakverenigingen en van de Homomonument Foundation.
Voor haar werk ontving Bijleveld op 24 juni 1992 te Den Haag van de Nederlandse politica Elske ter Veld de Joke Smit-prijs.

## Nevenfuncties
- Lid van de vrouwen comité van het Internationaal Verbond van Vrije Vakverenigingen
- Lid van de vrouwen comité van het Europees Verbond van Vakverenigingen
- Teamlid van de stichting Loonwijzer

## Publicaties
Leontine Bijleveld heeft verschillende artikelen en boeken gepubliceerd. Hieronder zijn enkele publicaties van haar weergegeven:
- Liefdezuster en verpleegkundige?: een onderzoek naar de arbeidsvoorwaarden van verpleegsters in de eerste helft van de 20e eeuw (1976)
- De Algemeene Nederlandsche Dienstbodenbond: verslag werkgroep vakbondsfaktoren (1977)
- Seksuele hervorming in het interbellum: het internationale kader : de Wereldliga voor Seksuele Hervorming 1928-1935 : vrouwen, abortus, voorbehoedmiddelen, homoseksualiteit (1984)
- De prijs van vruchtbaarheid: Vrijdag serie over bevolkingspolitiek: de letterlijke lezingen (1985)
- Sporen van vrouwen: zes historische wandelingen door Amsterdam (1987)
- Verslag armoedetribunaal: Brussel, 10 t/m12 november 1988 (1989)
- Van vrouwen en haar oudedagsvoorziening: over de pensioenproblemen van vrouwen en de noodzakelijke oplossingen (1991)
- Vijf jaar Vrouwenknooppunt: symposium over feminisme in het jaar 2000 : het hebben vanmacht is pas het begin (1993)
- Spelen met werk-tijd: hoe flexibiliteit werkgevers en werknemers ten goede kan komen : een praktijkboek herzien en geactualiseerd (2001)
- Werken zonder zorgen: OR-handleiding voor afspraken over arbeid en zorg (2001)
- Een baan als alle andere?!: de rechtspositie van deeltijd huishoudelijk personeel (2010)